# Manoir de Villers
Le manoir de Villers est un manoir situé sur la commune de Saint-Pierre-de-Manneville, dans le département de la Seine-Maritime. Les façades et toitures du corps de logis, ainsi que la chapelle font l’objet d’une inscription au titre des monuments historiques depuis le 6 août 1997.

## Historique
Le manoir de Villers était à l'origine une « maison de maître » construite en 1581, et faite en pierre de Caumont, avec un étage à pans de bois et recouverte de petites tuiles. 
En 1764, Antoine-Michel Blondel, seigneur de Berthenonville, contrôleur en la Chancellerie près le Parlement de Normandie, acquiert la seigneurie de Villers. Il la lègue en 1784 à son neveu, Michel-Louis Mery, premier échevin de Rouen (frère de l'abbé Claude Nicolas François Mery de Berthenonville, vicaire-général du diocèse de Bayeux et grand-père d'Édouard Mery). Mery de Villers acquiert également en 1786 le château voisin de Bellegarde, qu'il transmet à son fils Michel-Alexandre Mery, conseiller-maître en la Chambre des comptes de Normandie et conseiller municipal de Rouen.
Il connut de nombreuses transformations au cours des siècles, jusqu'à devenir ce grand manoir néo-normand aux toitures inspirées des plus belles maisons de Rouen et aux façades habillées d'un curieux trompe-l'œil, réalisation de l'architecte Charles Lassire.

## Parc
Le parc du manoir possède le label Jardin remarquable.

## Galerie

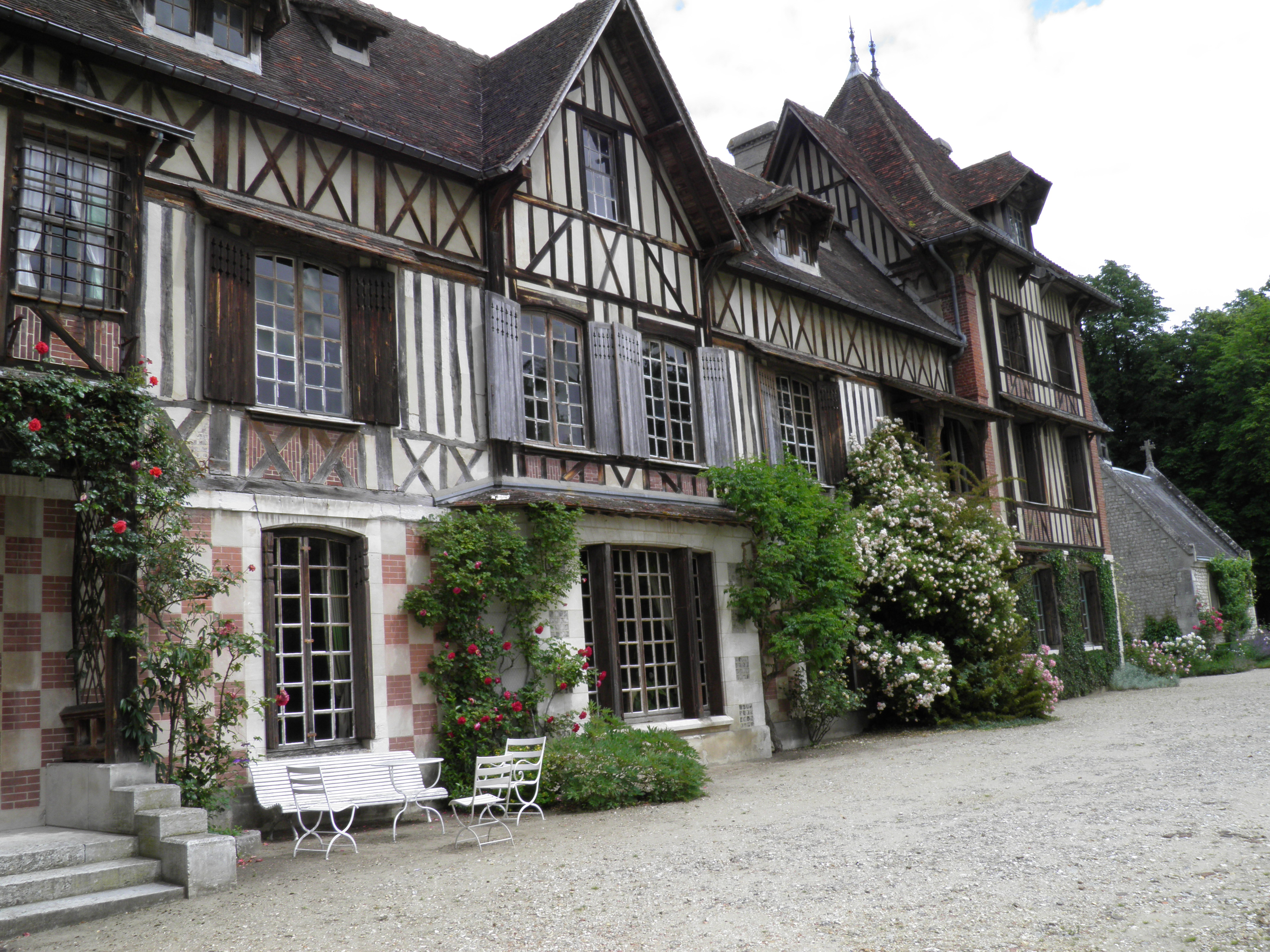
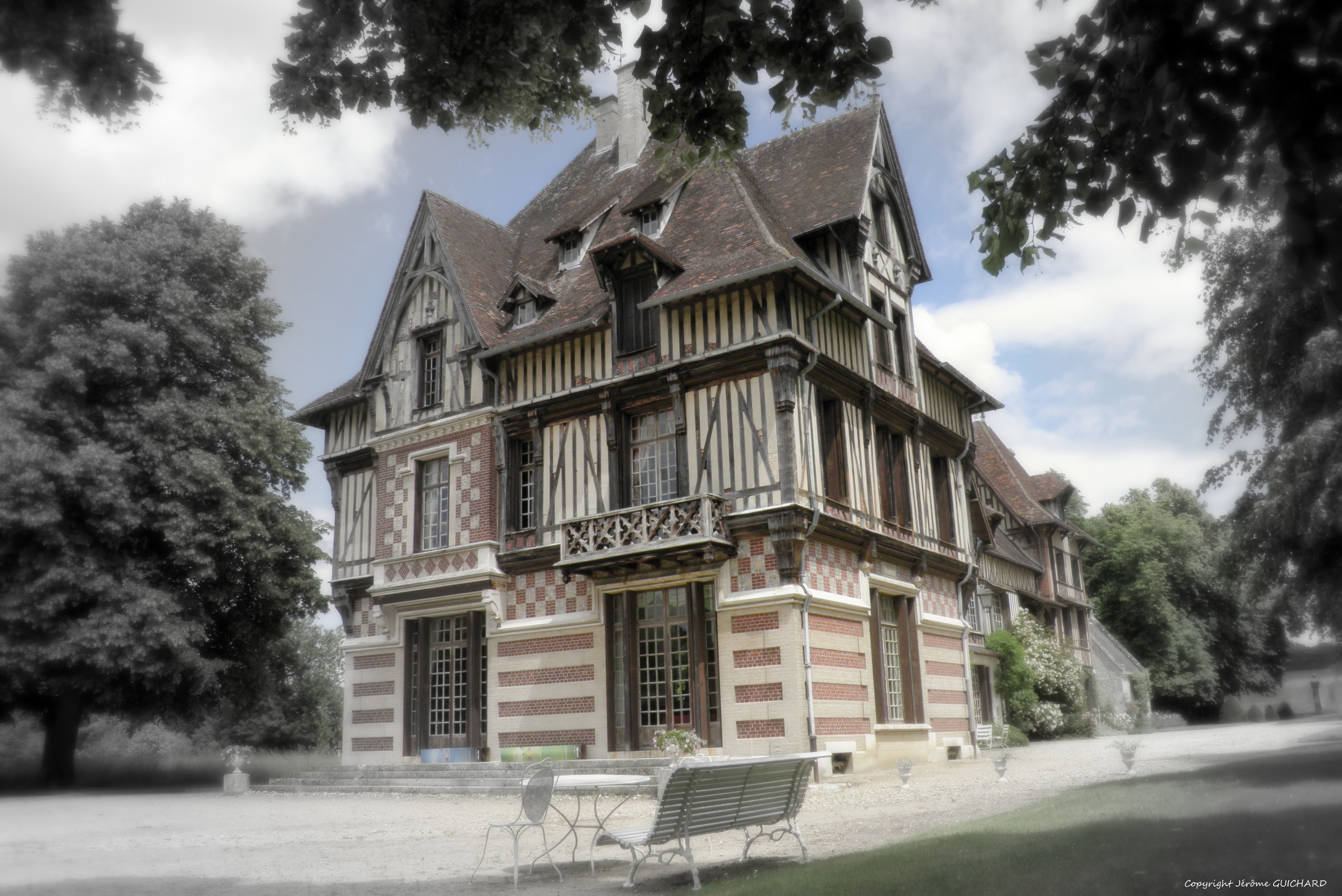
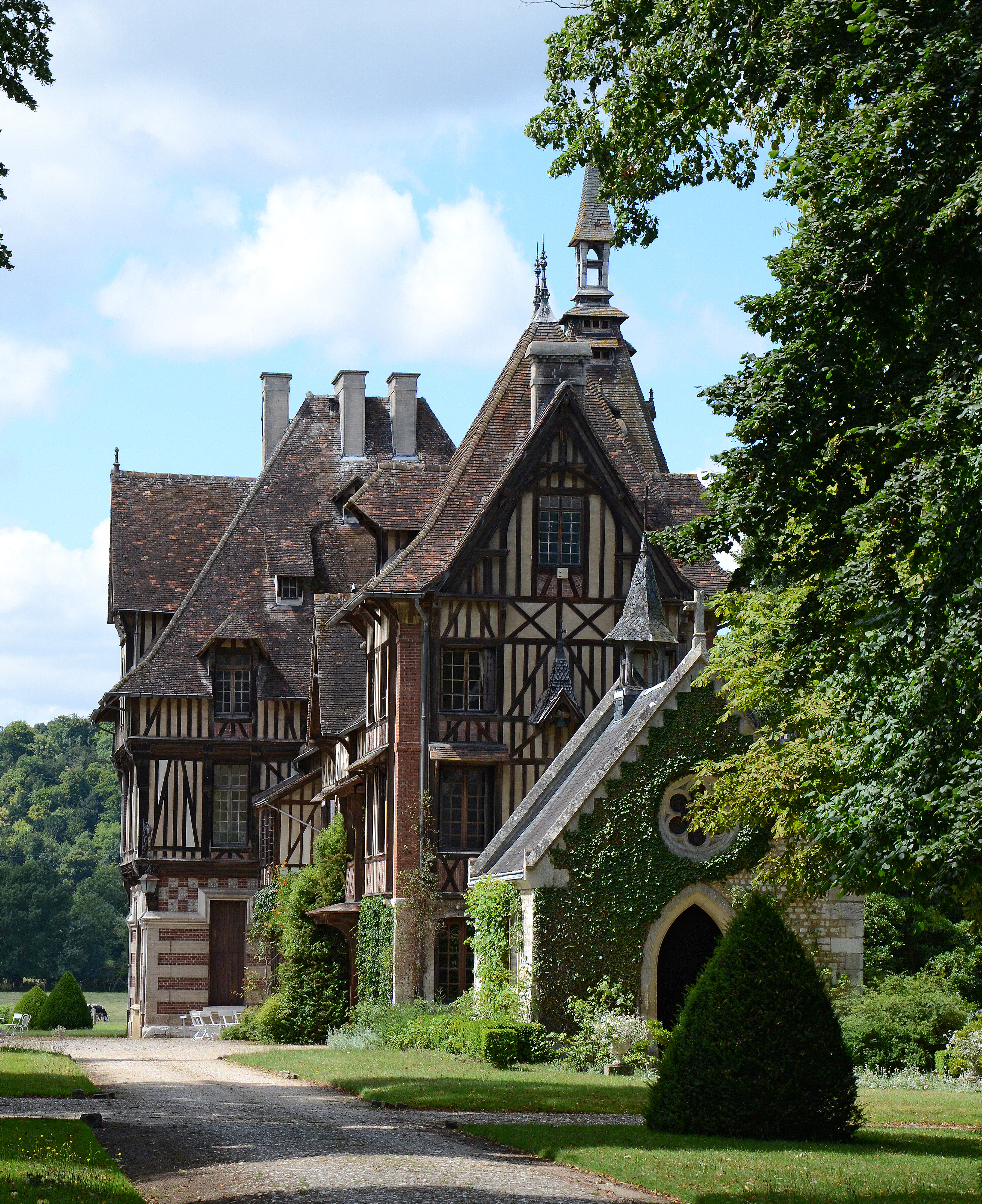
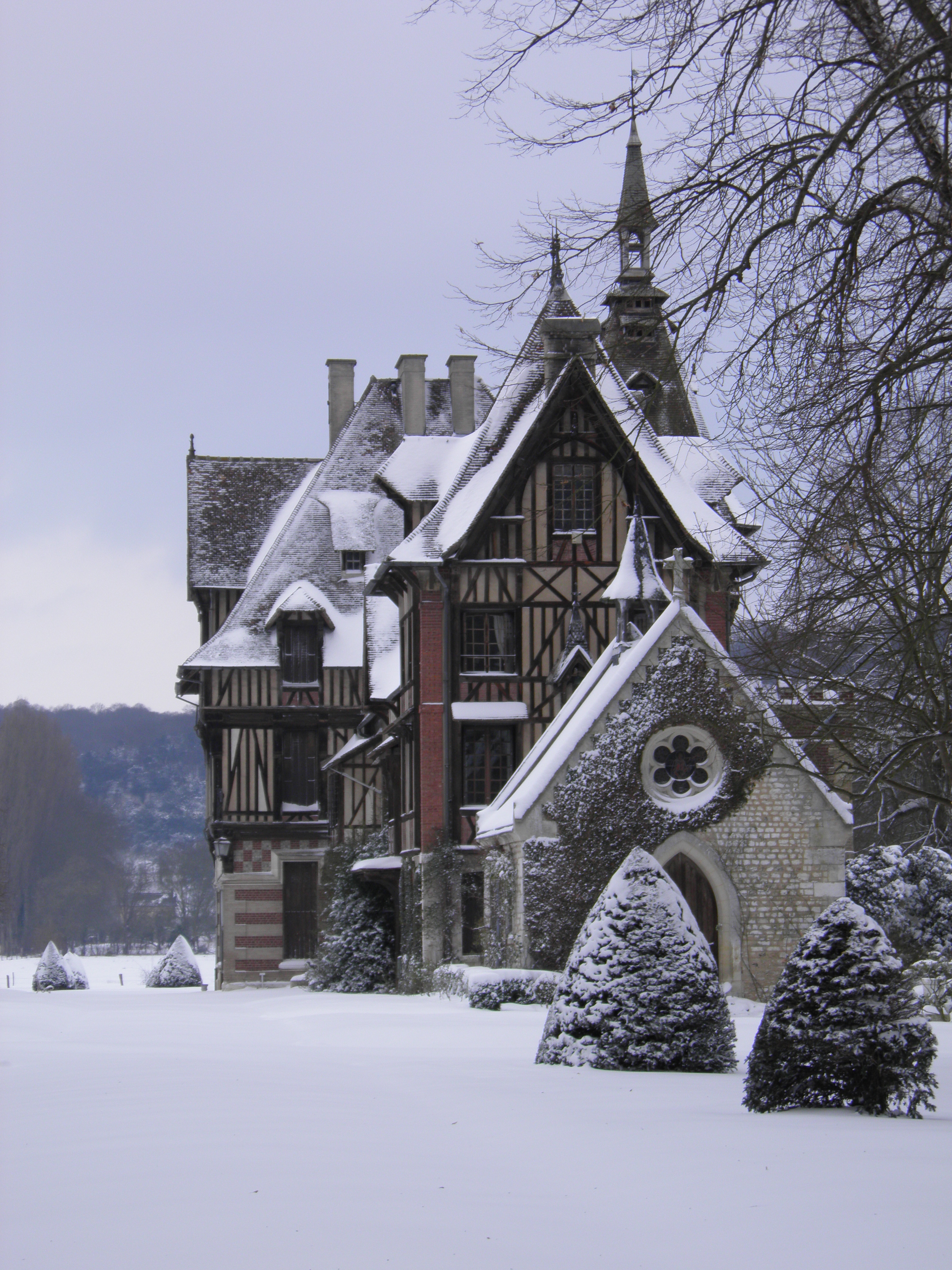
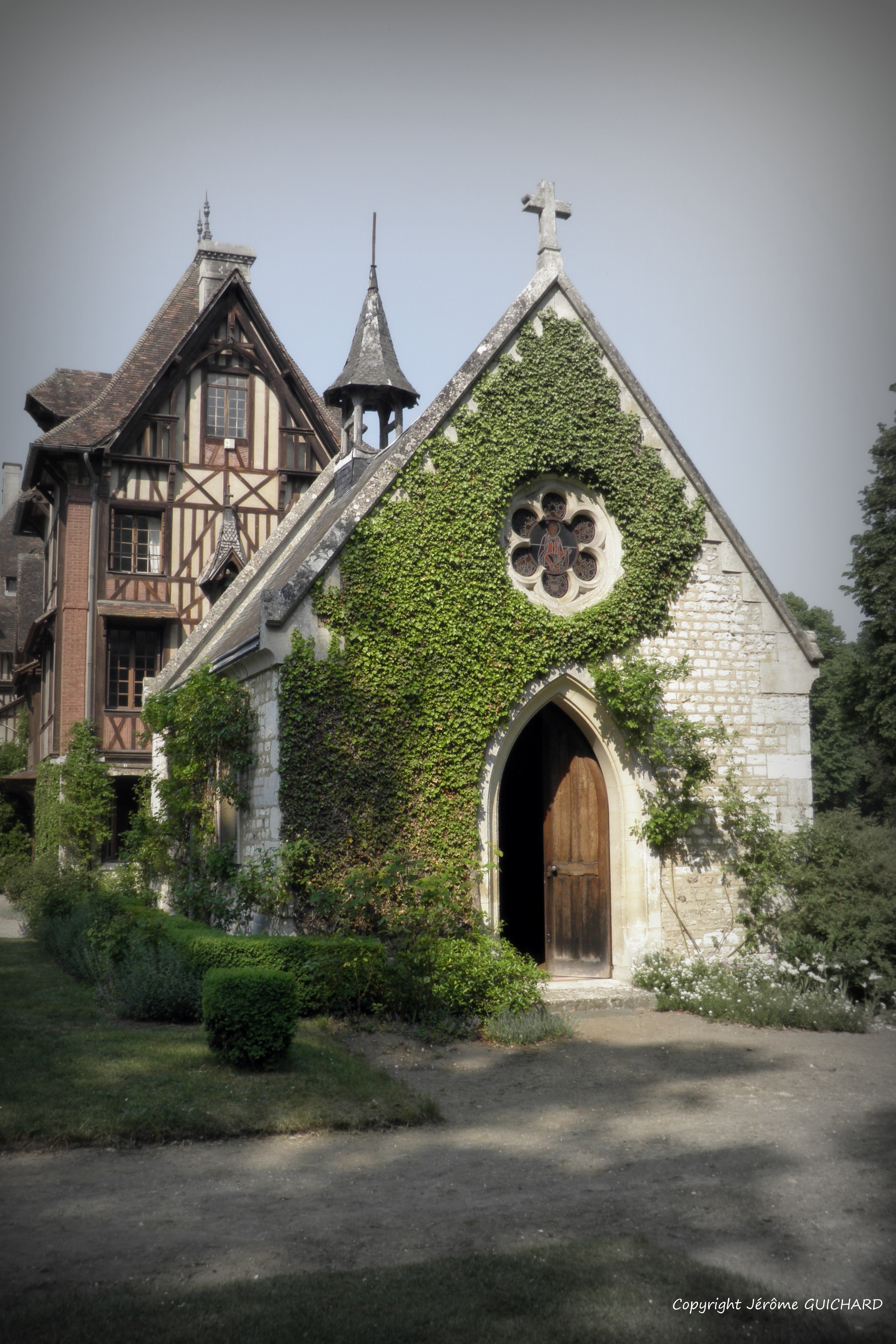
Chapelle du manoir de Villers.
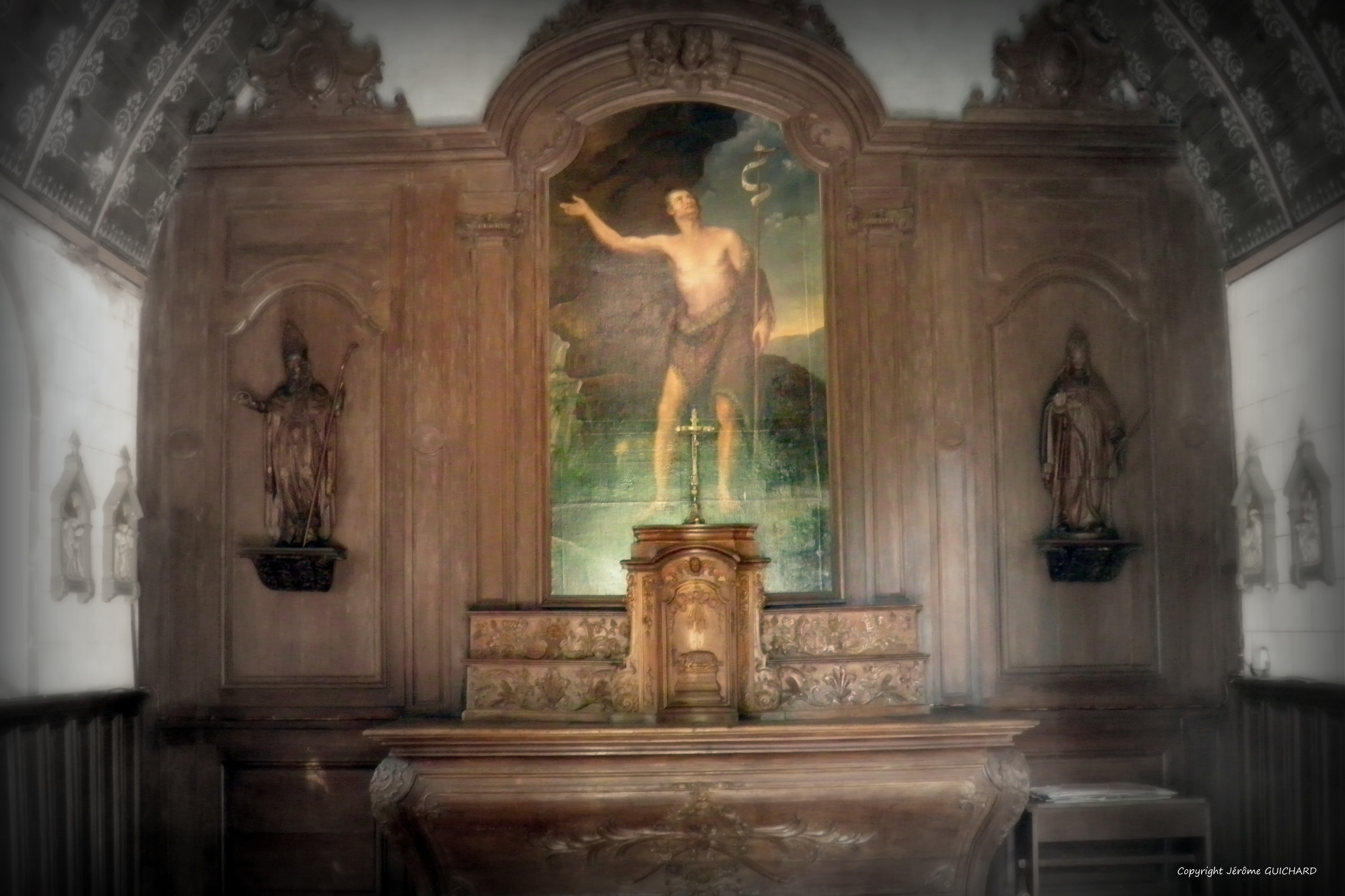
Intérieur de la chapelle du manoir.